# Lorthån (Idre socken, Dalarna)
Lorthån är en sjö i Älvdalens kommun i Dalarna och ingår i Dalälvens huvudavrinningsområde.